# Rhynchina curviferalis
Rhynchina curviferalis là một loài bướm đêm trong họ Erebidae.